# Glaziella
Glaziella är ett släkte av svampar. Glaziella ingår i familjen Glaziellaceae, ordningen skålsvampar, klassen Pezizomycetes, divisionen sporsäcksvampar och riket svampar.
| Glaziella | \| \| Glaziella vesiculosa \| \| \| \| |
|           | \| \| Glaziella vesiculosa \| \| \| \| |
|           | Glaziella vesiculosa                   |
|           |                                        |

|  | Glaziella vesiculosa |
|  |                      |